# Milo Anstadt
Milo Anstadt, wł. Samuel Marek Anstadt (ur. 10 lipca 1920 we Lwowie, zm. 16 lipca 2011 w Amsterdamie) – prozaik i publicysta holenderski żydowskiego pochodzenia.

## Życiorys
Urodził się i wczesne dzieciństwo spędził we Lwowie. Autobiografię dotyczącą tego okresu zatytułował Kind in Polen (Dziecko ze Lwowa), skąd rodzina wyprowadziła się w 1930 roku do Holandii. W Holandii ukończył szkołę podstawową, ale nie rozpoczął nauki w liceum. Pracę rozpoczął w wieku 14 lat, wstąpił też do klubu ANSKI, zrzeszającego zainteresowanych rozwojem kulturalnym Żydów ze wschodniej Europy. Uzyskał stopień magisterski z prawa na Universiteit van Amsterdam, specjalizował się w kryminologii.
W 1941 roku ożenił się z Lydią Bleiberg, z którą doczekał się w marcu 1942 roku córki, Irki. Od 9 lipca 1942 roku ukrywał się z żoną, a córka przebywała w Beverwijk. Po wojnie był do 1950 roku redaktorem magazynu Vrij Nederland, a następnie dziennikarzem w Radiu Holenderskim. W 1960 roku otrzymał Television Award Fundacji Kultury Księcia Bernharda. W tym też zaczął pisać książkę o Polsce, którą opublikowano w 1962 roku pod tytułem Polen, land, volk, cultuur.
W 1994 roku odznaczony Orderem Oranje-Nassau.

## Książki
- Sindsdien verschenen Op zoek naar een mentaliteit
- Met de rede der wanhoop
- Kind in Polen (Dziecko ze Lwowa)
- Polen en Joden
- Jonge jaren
- De verdachte oorboog
- Servië en het westen
- En de romans De opdracht

## Powieści
- Niets gaat voorbij
- De wankele rechtsgang van Albert Kranenburg